# Glendale (Ohio)
Glendale es una villa ubicada en el condado de Hamilton en el estado estadounidense de Ohio. En el Censo de 2010 tenía una población de 2155 habitantes y una densidad poblacional de 493,51 personas por km².

## Geografía
Glendale se encuentra ubicada en las coordenadas 39°16′14″N 84°27′29″O / 39.27056, -84.45806. Según la Oficina del Censo de los Estados Unidos, Glendale tiene una superficie total de 4.37 km², de la cual 4.37 km² corresponden a tierra firme y (0%) 0 km² es agua.

## Demografía
Según el censo de 2010, había 2155 personas residiendo en Glendale. La densidad de población era de 493,51 hab./km². De los 2155 habitantes, Glendale estaba compuesto por el 81.39% blancos, el 15.41% eran afroamericanos, el 0% eran amerindios, el 1.48% eran asiáticos, el 0% eran isleños del Pacífico, el 0.42% eran de otras razas y el 1.3% pertenecían a dos o más razas. Del total de la población el 1.3% eran hispanos o latinos de cualquier raza.